# Малка мазама
Малка мазама (Mazama nana) е вид бозайник от семейство Еленови (Cervidae).

## Разпространение и местообитание
Разпространен е в Аржентина, Бразилия и Парагвай.